# La Clef de Berne
Pour l’article homonyme, voir Clé de Berne.
La clef de Berne est un roman écrit par le critique d'art et écrivain Alain Georges Leduc en 1998.

## Présentation générale

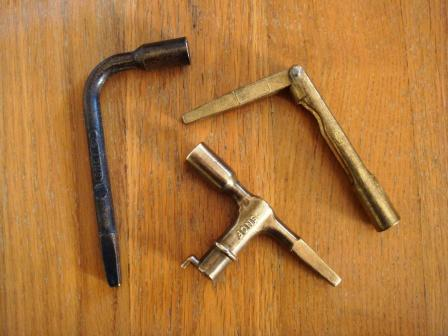
Modèles de clés de Berne

Ce roman sur la vie des ouvriers cheminots de la région Nord-Pas-de-Calais, a été édité avec leur participation et le soutien du Ministère de la culture dont on dit dans la postface qu'il « nous ouvre bien tous les espaces de la vie des femmes et des hommes du rail anoblis par le mot cheminot. »
Comme des nouvelles intégrées, dans le foisonnement des personnages, on suit les cheminots des pays de Flandres qui sillonnent leur région, subissent les profondes mutations qui marquent le transport avec un travail qui devient d'autant moins pénible que le rythme est plus difficile à supporter.
Dans ces portraits de cheminots que brosse Alain Georges Leduc, il y a du Madru, le cheminot héros du roman de Roger Vailland Un jeune homme seul, dont il a placé en exergue cette citation : « Le cynisme, c'est seulement de l'espoir refroidi. » On trouve d'autres références à Vailland comme Thucydide, personnage-pseudonyme de Drôle de jeu ou la grève que dirige Abel Duthoit comme Pierrette Amable dans Beau Masque.
Lors d'une visite au dépôt de Lens, Duthoit vit un mécano, un peu de cambouis aux lèvres, qui « avait accroché la fameuse clef de Berne, qu'on appelait plus usuellement 'le carré', à l'œilleton de son bleu de travail. »

## Résumé et contenu
À Lille, de la rue de la soif à la rue Solférino, c'est l'univers des noctambules; Noël Liebherr hante les bars en attendant son train. Avec ses amis Abel Duthoit, le journaliste Maxence Vanrijn et quelques autres, il rêvent de rendre les hommes meilleurs. « Ils ne sont pas bons par nature mais perfectibles par l'éducation. » Telle est sa devise. Abel Duthoit fit une rencontre importante à Vaucelles avec Sandrine, sa belle cousine revue au hasard d'un repas de famille, l'amour qui se glisse doucement dans la vie déjà bien remplie du cheminot-syndicaliste. Sandrine avait sillonné le Nord, de Cambrai à Strazeele, de Bergues à Hondschoote, d'un petit boulot à un autre. Ils sont allés passer la journée à Berck dans l'air vivifiant mais aussi dans la pluie et le crachin.
Quant à Abel, comme souvent, avant les autres il est à sa planche de travail pour rédiger ses tracts puis se rend à une fête de village, jour pluvieux, fête un peu gâchée où il rencontre son ami Milou, un cheminot limousin égaré dans le Nord avec des souvenirs lourds à porter et des années de guerre. La vie de cheminot, de militant, c'est l'histoire d'un combat gagné de haute lutte, confronté à l'arbitraire patronal et à la répression policière. De Beau Masque et des cheminots du Bugey aux cheminots du Nord, l'Histoire se répète. Pour lui, l'essentiel c'est que « la grève joue son rôle de levain », l'impact qu'elle peut avoir sur l'avenir. Contraste total avec la visite d'un site mérovingien dans le bocage des Flandres qu'il fait avec Gabrielle sa nouvelle compagne. Sérénité d'une vie paisible à la campagne, du conférencier qui les invite dans sa ferme.

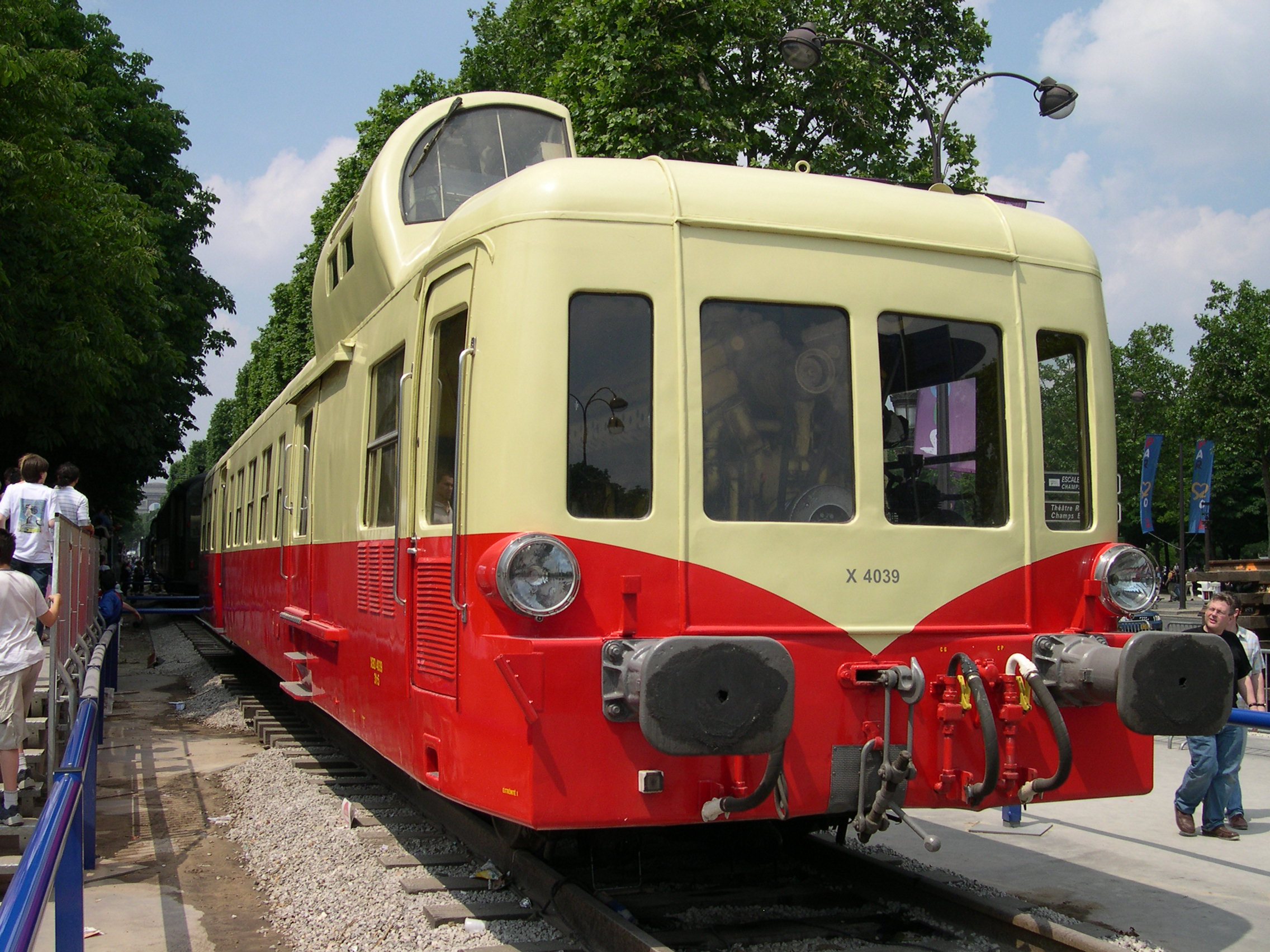
Autorail "Picasso"

Des tombes mérovingiennes, ils passent à une exposition d'art moderne du peintre Stanislas Rudnicki où ils se rendent avec Geneviève, Noël Liebherr et Maxence Vanrijn. « La grève avait été dure, épuisante. Elle avait mis tout le monde sur le flanc », surtout Abel Duthoit, la cheville ouvrière du mouvement. C'est un homme de combat, intransigeant, dur avec les autres comme avec lui-même, qui n'aimait pas qu'on lui résiste, mais disponible et humain. Seule Gabrielle pouvait se permettre des remontrances. Mais il était de nature jalouse et cela n'allait pas sans heurts avec Gabrielle. « Ce que tu peux être compliqué parfois, lui disait-elle en le prenant par le bras. Laisse-toi vivre un peu. »
Léonce Zimzack promène ses tracts sur le marché de Wazemmes. La place a bien changé depuis qu'il venait y faire des virées avec son ami Luigi : le marché était désormais moins haut en couleur et moins bourdonnant que du temps de leur jeunesse. De démolitions en démolitions, ce quartier de Lille perdait peu à peu ses vieilles maisons et son aspect populaire. Duthoit rejoignait souvent Léonce au Tchékov, un bistrot à l'ancienne situé dans un renfoncement derrière Les Tilleuls. Ce jour-là, rêveur, il attendait son ami  avec l'impression « de contempler comme à la lunette, avec détachement, sa propre existence faite d'actes fugaces… »
En septembre, il emmène Gabrielle et Noël Liebherr au bord de la mer, au village de La Panne à la frontière franco-belge. Les hommes regrettent le temps où le train allait jusqu'à Dunkerque et rêvent d'une ligne de tramway qui relierait de nouveau les villes de la côte, Zuydcoote, Coudekerque-Branche, Rosendaël… Ils vivent une journée insouciante de vacanciers : après un bon repas, balade sur la plage jusqu'à la statue équestre du roi Léopold. Duthoit était complexe, avec un sens aigu de la fraternité tout en étant dans le fond un solitaire, tout à son amour pour Gabrielle partagée entre deux hommes, lui Abel et Xavier Zamagna. Les années passent et la vie continue laissant derrière elle l'ami Milou trop vite disparu, victime d'un cancer.
Nulle parabase ici, les héros restent sous le masque anonyme du peuple des cheminots. Depuis, les choses ne cessent d'évoluer, « les clivages sont aujourd'hui moins explicites. Le frémissement du temps, inexplicable. » L'important est d'utiliser « le ton de la confession, à peine camouflé, pour exprimer la ténuité des choses ou la fatalité. »